# Гнучке реагування

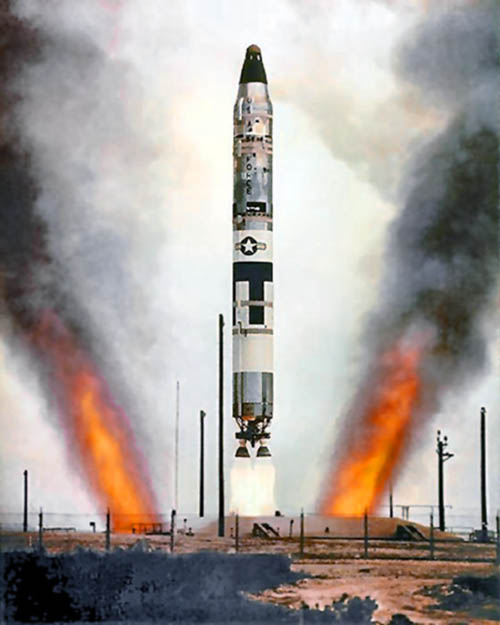
Гнучке реагування являє собою здатність воювати всіма спектрами зброї, не лише такими як ракета LGM-25C Titan II.

«Гнучке́ реагува́ння» (англ. flexible response) — ядерна оборонна стратегія НАТО за номером MC 14/3 стосовно країн Варшавського пакту. Запропонована президентом США Джоном Ф. Кеннеді у 1961 році та прийнята НАТО з 1967–68 рр. до кінця Холодної війни. Гнучке реагування розглядається як приклад стратегії «Балансування на грані» (англ. brinkmanship). Основи стратегії запропоновані у 1959 році генералом Максвелом Тейлером як противага до стратегій президента Дуайта Ейзенхауера «New Look»та «Масована відплата».

## Необхідність нової стратегії

Потенціал ядерної зброї США та СРСР (Росія) у 1945 та роках

Створення ядерної зброї та її руйнівний потенціал ґрунтовно змінили світові зовнішню та оборонну політики після 1945 року. Хоча СРСР і зміг зламати монополію США на ядерну зброю у 1949 році, проте перші роки Холодної війни проходили за значного домінування США та їх переваги у кількості та якості як засобів доставки, так і числа боєголовок. За таких умов президент США Д. Ейзенхауер у 1954 році, після війни у Кореї, офіційно представив нову концепцію оборонної стратегії «Масована відплата». Відтоді, чи не кожний конфлікт міг спричинити таку ескалацію, що привело б до повного знищення обох сторін. Масивне озброєння та зростаючі можливості завдання ядерних ударів з обох сторін поставили питання зміни стратегії «Масованої відплати». Критики цієї стратегії вказували на вразливість американської стратегічної авіації. При застосуванні СРСР першим ядерної зброї по важливих авіаційних базах США виключалась можливість нанесення ними удару у відповідь.
Таким чином виникла необхідність формулювання нових засад нової стратегії:
- на конфлікти необхідно реагувати широким спектром засобів, без провокування ядерних ударів
- відповідні етапи військової реакції вимагають більшого застосування звичайних військових засобів
- при військовому протистоянні противник має бути змушений до зважування затрат та здобутків

## Етапи стратегії «Гнучкого реагування»
Стратегія «Гнучкого реагування» дозволила президенту США та його радникам різноманітно реагувати на різні типи загроз та нападів. Засоби реагування були припасовані для досягнення мети та також були не виключені й альтернативні варіанти. Військове командування було забезпечене різними варіантами та дійовими сценаріями. На противагу до попередньої стратегії Масованої відплати не обов'язково на кожний напад (також і звичайними видами зброї) була відповідь ядерним ударом. При військових діях противника (без раптового застосування ядерної зброї), вводився в дію ступеневий план.
- Безпосередня оборона (Direct Defense) вступає в дію при застосуванні звичайних видів зброї, для стримування противника і запобігання досягненню його цілей.
- Поміркована ескалація (Deliberate Escalation) — спроба продуманого використання звичайних військових засобів для впливу на конфлікт. При недостатній ефективності звичайних засобів військ можливе застосування тактичної ядерної зброї. Таким чином досягається ефект невпевненості у противника, чи переважають військові здобутки витрачені ресурси.
- Загальна ядерна відповідь (General Nuclear Response) — миттєве загальне використання стратегічної ядерної зброї як дії чи реагування (перший удар, чи удар у відповідь) при розширенні конфлікту.

За часів вступу на посаду президента США Джона Ф. Кеннеді основна маса ядерної зброї стратегічних ядерних сил належала US Air Force. Частина ядерних боєголовок, що належала до ВМС США та підводним човнам, була у фазі розбудови. Також були у фазі будівництва й основні носії боєголовок із міжконтинентальних ракет наземного базування, що також підпорядковувалися ВПС США. Комбінація зі стратегічних, субстратегічних ядерних озброєнь (ядерні бомби BBC, снаряди артилерії, міни) мали бути ефективним та гнучким чинником проти різного типу провокацій і справляти запланований вплив при військових операціях. У 1967 році НАТО прийняв цю оборонну стратегію. Стратегія була здатною знайти адекватну відповідь на перевагу у кількості звичайних озброєнь країн Варшавського договору у Європі. У СРСР вважали ілюзорною можливість зупинити війну при одноразовому використанні ядерної зброї. 
Значення. Стратегія «Гнучкого реагування» була одним із засобів впливу при переговорах у Відні у 1973 році щодо скорочень звичайних озброєнь у Європі.
На зустрічі країн-членів НАТО у Римі 8 листопада 1991 року стратегія «Гнучкого реагування» замінена новою стратегією союзу НАТО, що базується на тріаді: Діалогу, Кооперації та Збереження обороноздатності.